# Чирянка-крихітка індійська
Чирянка-крихітка індійська (Nettapus coromandelianus) − вид водоплавних птахів родини качкових (Anatidae).

## Поширення
Вид поширений у Пакистані, Індії, Бангладеш, Південно-Східній Азії та Австралії. Трапляється в усіх прісноводних озерах, канавах, затоплених рисових полях, іригаційних резервуарах.

## Підвиди
- N. c. coromandelianus (J. F. Gmelin, 1789) — від Індії до півдня Китаю, Індонезії та Нової Гвінеї.
- N. c. albipennis Gould, 1842 — східна Австралія (переважно східний Квінсленд).

## Опис
Довжина тіла становить 30–38 см. У птахів номінативного підвиду маса тіла самця 255—312 г, самиці 185—255 г; у птахів підвиду N. c. albipennis маса тіла самців 311—495 г, самиць 255—439 г. У самця біла голова з чорною короною. Верх тіла зеленувато-чорний. На грудях проходить чорна смуга. На крилі можна побачити білу смужку. Самиці зверху коричневі, у них відсутній темний комір і світла смужка на крилі. Дзьоб короткий, з високою основою.

## Спосіб життя
Населяє прісноводні водойми, такі як озера, лагуни, заболочені території, річки та струмки з повільною течією. У Новій Гвінеї вони трапляються приблизно до 2250 м над рівнем моря. Харчується насінням, травами, зеленими частинами рослин і комахами. Зазвичай тримаються парами або невеликими групами.
Сезон розмноження залежить від сезону дощів; у південно-східному Квінсленді парування відбуваються з листопада по лютий. Гніздо розміщує у дуплі дерева, зазвичай на висоті 2–5 м над землею; іноді на будівлях. Кладка складається з 6–16 яєць. Інкубація триває 21–24 дні; у неволі зафіксовано інкубаційний період 28 днів. Молодняк стає повністю опереним після 45–55 днів.